# フランシスタウン

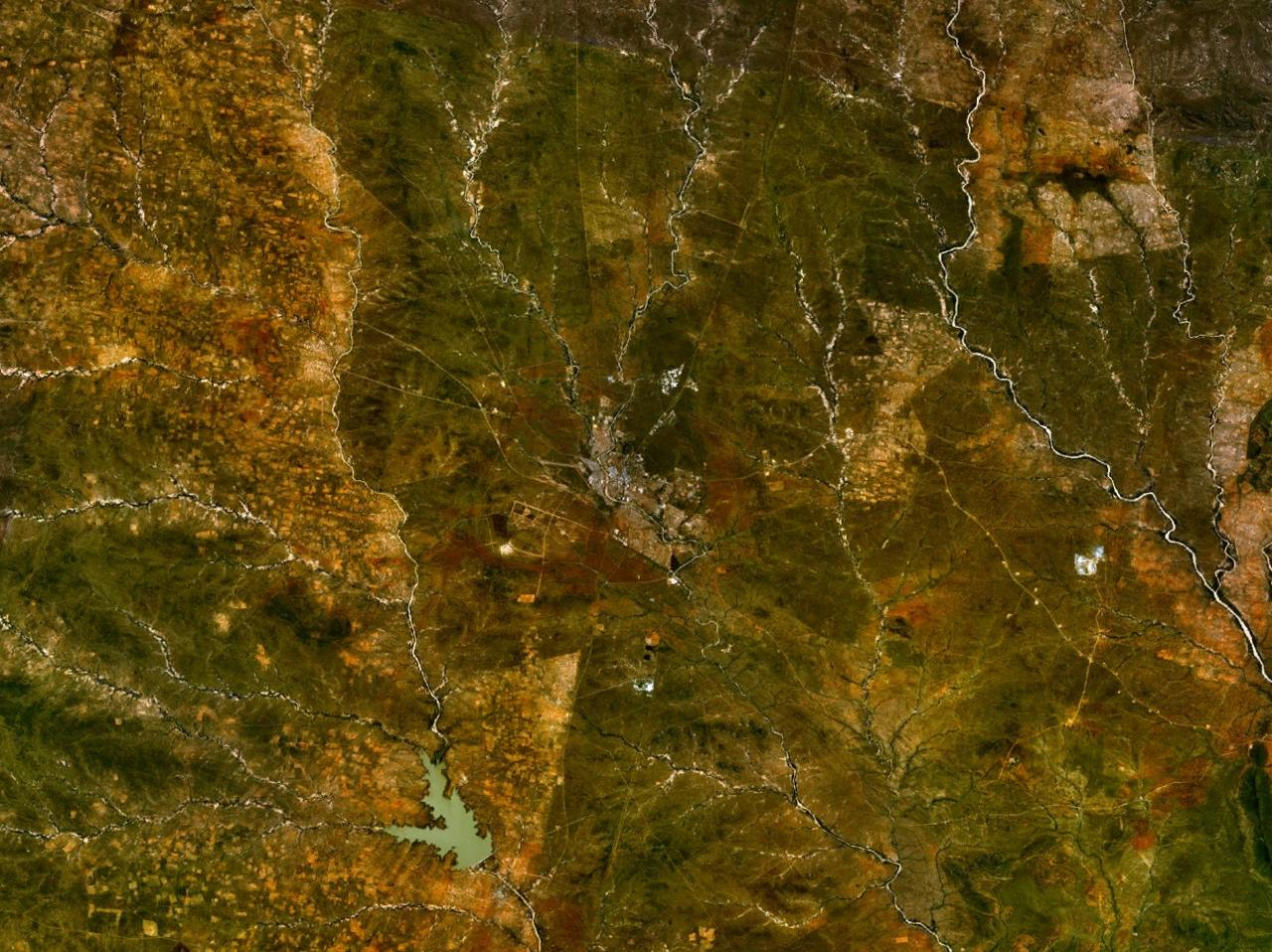
フランシスタウンの衛星写真

フランシスタウン（Francistown）は、ボツワナ北部の都市。ハボローネに次いでボツワナ第2の都市である。

## 概要
人口103,417人（2022年国勢調査）。ノースイースト地区の中心都市ではあるが、行政上は独自の評議会（Council）があるため同地区には属さない。首都のハボローネから北北東に400km、ジンバブエ国境から90kmのところにある。1894年にブラワヨとケープタウンを結ぶ鉄道が開通して村ができた。

## 住民
南アフリカ系の白人が多く住んでいる。

## 気候
| フランシスタウンの気候 | フランシスタウンの気候 | フランシスタウンの気候 | フランシスタウンの気候 | フランシスタウンの気候 | フランシスタウンの気候 | フランシスタウンの気候 | フランシスタウンの気候 | フランシスタウンの気候 | フランシスタウンの気候 | フランシスタウンの気候 | フランシスタウンの気候 | フランシスタウンの気候 | フランシスタウンの気候 |
| 月                     | 1月                    | 2月                    | 3月                    | 4月                    | 5月                    | 6月                    | 7月                    | 8月                    | 9月                    | 10月                   | 11月                   | 12月                   | 年                     |
| ---------------------- | ---------------------- | ---------------------- | ---------------------- | ---------------------- | ---------------------- | ---------------------- | ---------------------- | ---------------------- | ---------------------- | ---------------------- | ---------------------- | ---------------------- | ---------------------- |
| 平均最高気温 °C （°F） | 29 (85)                | 28 (83)                | 28 (83)                | 27 (80)                | 24 (76)                | 22 (71)                | 22 (71)                | 25 (77)                | 28 (82)                | 29 (85)                | 30 (86)                | 29 (84)                | 27 (80)                |
| 平均最低気温 °C （°F） | 22 (71)                | 21 (69)                | 19 (67)                | 16 (61)                | 12 (54)                | 8 (47)                 | 8 (46)                 | 11 (52)                | 16 (60)                | 19 (67)                | 20 (68)                | 21 (69)                | 16 (61)                |
| 降水量 mm （inch）     | 99 (3.9)               | 84 (3.3)               | 61 (2.4)               | 30 (1)                 | 8 (0.3)                | 3 (0.1)                | 0 (0)                  | 0 (0)                  | 8 (0.3)                | 28 (1.1)               | 58 (2.3)               | 91 (3.6)               | 460 (18.1)             |
| 出典：Weatherbase      |                        |                        |                        |                        |                        |                        |                        |                        |                        |                        |                        |                        |                        |

## 経済
北部に多い鉱山の開発拠点として重要であり、またオカバンゴ・デルタへの入口ともなっている。市内には多数のショッピングモールやスーパーマーケットがある。

## 交通
ハボローネや南アフリカのケープタウンを結ぶボツワナ鉄道の駅がある。また、都心部から約2キロの距離にフランシスタウン空港があり、ボツワナ航空などが就航している。新空港の建設計画もある。
- 国道A1号線 (ボツワナ)（英語版）

## 教育
ボツワナ大学のキャンパスのひとつが置かれている。

## 姉妹都市
- ヘンク, ベルギー
- ブラワヨ, ジンバブエ